# Bad Homburg vor der Höhe
Bad Homburg eller Bad Homburg vor der Höhe er en by i Tyskland i delstaten Hessen med 54.248 indbyggere (31/12/2018). Byen ligger på den sydlige bjergside af Taunus og grænser til Frankfurt og Oberursel.
Byen er mest kendt for det medicinske mineralvand og kurbad (derfor Bad i navnet) og for kasinoet. Derudover har den lagt navn til homburghatten.
I dag er Bad Homburg igen en af de rigeste byer i Tyskland, på grund af nærheden til Frankfurt, og mange direktører og ansatte i bankerne i Frankfurt bor i Bad Homburg. 

## Historie
Byen blev grundlagt omkring 1180 og fik byrettigheder omkring 1330. 
Frederik 1. af Hessen-Homburg grundlagde landgrevskabet Hessen-Homburg, og Frederik 2. (1680 – 1708) blev kendt som Fyrste af Homburg. Efter den østrigsk-preussiske krig i 1866 blev byen en del af Preussen. Da kurbadet og kasinoet åbnede i midten af 1800-tallet blev byen et internationalt kendt kursted, særligt for russiske adelsfolk. 
Frederik 2. af Hessen-Homburg, også kendt som Frederik med Sølvbenet, har en forbindelse med Danmark, omend kringlet. 'Sølvbenet' skal i øvrigt ikke tages bogstaveligt, der var tale om en kunstigt ben, som folk blot fandt imponerende. Baggrunden var, at Frederik 2. fik sit ene ben skudt af, da han i svensk tjeneste deltog i belejringen og stormen på København 1659-1660.
Som den fjerde søn af den gamle landgreve blev han nemlig udstyret med en officersuddannelse og skaffet penge til at hverve sit eget regiment af lejesoldater.
Trods det kunstige ben fortsatte han karrieren som kavaleriofficer, og senere var han i prøjsisk tjeneste og reddede slaget ved Fehrbelling (1677) ved på eget initiativ at angribe fjenden på trods de givne ordrer. Som belønning fik han bl.a. et spisestel udsmykket med jernkorset (det oprindelige jernkors, ikke nazisternes, resterne af spisestellet kan stadig ses i landgreveslottet) og blev mange år senere hovedperson i Kleist's skuespil om 'Prinsen (eller fyrsten) af Homburg' om skismaet mellem de givne ordrer (ikke at angribe) og det, som han ved, er rigtigt (at angribe ved Fehrbellin).
Efter fredsslutningen med Danmark i 1660 var lejesoldaterne alt for dyre i drift for den svenske konge, så de – inklusive Frederiks regiment – blev indrulleret i den ordinære svenske hær og officererne afskediget.
Tilbage stod så Frederik, uden det ene ben og uden sit regiment.
Heldigvis for Frederik havde en rig svensk enke fået øje på ham (trods det manglende ben), de blev gift, og da hans tre ældre brødre i mellemtiden var døde, blev han landgreve i 1680, hvor hans kones formue hjalp til med at genrejse Bad Homburg efter 30-årskrigens (1618-1648) hærgen, som dog ødelagde langt mindre i Bad Homburg end andre steder.
Hjulpet af sin kones formue tog Frederik også imod protestantiske flygtninger fra Frankrig (hugenotter) og bosatte dem i en nygrundlagt landsby, Friedrichsdorf (Frederiks landsby), som i dag er Bad Homburgs nabokommune mod nord. Friederichsdorf hævder at være tvebakkens hjemby.
Spaindustrien begyndte da man opdagede Elisabethenbrønden i 1834. Den første bygning tilknyttede badet og det første kasino blev bygget i 1841-1842 af brødrene François (1806-1877) og Louis Blanc (1806-1852), som senere overtog kasinoet i Monte Carlo. I 1860 fik byen jernbaneforbindelse med Frankfurt am Main.
I 1888 blev Bad Homburg kendt gennem hele Det tyske kejserrige da kejser Wilhelm 2. erklærede slottet i Bad Homburg som sin sommerresidens. 
Kurbadet gik dårligt i krigsårene, men tog sig kraftig op igen i efterkrigstiden og gennem sidste halvdel af 1900-tallet var byen et populært feriested for rigfolk. 30. november 1989 blev Alfred Herrhausen, direktør for Deutsche Bank, dræbt af en bilbombe i Bad Homburg. Det blev hævdet at dette var et angreb fra Rote Armee Fraktion, men dette blev aldrig afklaret.
Bad Homburg ligger ved Bad Homburger Kreuz, det nordligste af de fem motorvejskryds omkring Frankfurt/M på vej sydpå. 
På grund af sit kurbad byder Bad Homburg en ret stor hotelkapacitet (så længe der ikke er messe i Frankfurt). 
Ud over landgreveslottet bør man se kurparken (kurhuset er ret nyt og uinteressant efter en bombe i 1945), badehusene, det russiske kapel og den tailandske sala (mini tempel). 
Bad Homburg ligger indenfor Frankfurts S-togs- og U-bane-net. 
Der findes en separat Baedeker guide for Bad Homburg.
I den øverste slotsgård af landgreveslottet kan man se en halv rytterstatue af Frederik 2. springe ud af væggen over porten, ligesom der er en bronzebuste af ham på slottets museum. Hvis man er heldig, er restauranten i den øvre slotsgård åben for forfriskninger, med udsigt over åen og den nedre slotspark. Midt i den øvre slotsgård står byens vartegn, det hvide tårn, som siges at være resterne af den første borg på stedet.
Bad Homburg er i dag sæde for et af Hewlett-Packards servicecentre i Tyskland, hovedsæde for den tyske statsgældforvaltning og sæde for den tyske hovedafdeling af det danske IT-firma SimCorp.